# Sudelfeldkopf
Der Sudelfeldkopf ist ein 1437 m ü. NHN hoher Gipfel im Mangfallgebirge.

## Topographie
Der Sudelfeldkopf ist eine Bergkuppe mit vorgelagertem Gipfelkreuz am Sudelfeld und Namensgeber des gleichnamigen Skigebietes. 
In geringer Entfernung beginnt mit dem Kitzlahnerkopf der Grat zur Traithengruppe. Dazwischen befindet sich der künstliche Speichersee des Skigebietes.
Auch die Walleralm und die Speckalm befindet sich dort am wenig ausgeprägten Sattel. Zur Alm führt eine Fahrstraße von Grafenherberg aus.